# Forza Horizon
Forza Horizon — видеоигра в жанре аркадного автосимулятора, разработанная Playground Games в сотрудничестве с Turn 10 Studios и изданная компанией Microsoft Studios в октябре 2012 года эксклюзивно для консоли Xbox 360. Является пятой по счёту частью серии Forza.
По сравнению с предыдущими играми серии, в Forza Horizon игроку предоставлен открытый мир. Действие происходит на вымышленном фестивале Horizon в Колорадо. По сюжету новичок прибывает на фестиваль и решает пробиться в лидеры среди его гонщиков. Игрок может принимать участие в различных заездах, включающих как гонки, так и побочные задания, например, выполнение зрелищных техник. По мере прохождения игроку также становятся доступны новые автомобили, которые по желанию можно подвергнуть модификации. Имеется многопользовательский онлайн-режим до 8 игроков, содержащий как большинство особенностей одиночного, так и уникальные типы соревнований. Помимо этого, есть возможность сравнивать свои результаты и статистику с другими людьми.
Изначально Forza Horizon задумывалась как экспериментальный спин-офф серии Forza. В ходе создания были внесены существенные нововведения и воссоздана аутентичная концепция музыкального фестиваля, для чего команда разработчиков сотрудничала с известными мировыми диджеями и компаниями. Игровая пресса в основном положительно встретила Forza Horizon: позитивных оценок удостоилась удачная концепция, высокое качество графики и проработанные автомобили, но критике подверглись сюжет и ограниченность открытого мира. Игра также снискала коммерческий успех и побудила издателя к созданию полноценной линейки серии Forza Horizon: в 2014 году был выпущен сиквел — Forza Horizon 2.

## Игровой процесс
Forza Horizon представляет собой аркадную гоночную игру с открытым миром (в котором реализована динамическая смена времени суток), выполненную в трёхмерной графике. По сюжету протагонист приезжает на фестиваль Horizon в Колорадо, где собирается участвовать в гонках и побороться за титул лучшего гонщика, коим на момент его прибытия является Дариус Флинт. Тот, как и другие звёзды гонок фестиваля, невзлюбил новичка и не посчитал его достойным соперником, несмотря на уверенные достижения главного героя в первых же заездах. Новичок решает пробиться в лидеры, побеждая в заездах и, тем самым, зарабатывая репутацию на фестивале.
Основой прохождения игры является получение новых браслетов разных цветов, которые определяют положение игрока относительно других гонщиков фестиваля. Для получения нового браслета необходимо зарабатывать очки: для этого следует побеждать в фестивальных заездах, которые могут проходить как на асфальте, так и на пересечённой местности, и подразделяются на два вида — кольцевые и от точки до точки. Каждая из фестивальных гонок предполагает свои требования к автомобилю. С получением нового браслета открываются гонки со звёздами фестиваля (гонщиками, являющимися лучшими из обладателей предыдущего браслета), а также новые фестивальные заезды, значки которых окрашены в соответствующий цвет нового браслета. После победы над звёздами те отдают игроку свои автомобили. Существуют также уличные гонки — нелегальные заезды по дорогам общего пользования, организуемые подпольным гонщиком Али Говардом, который игнорирует принципы фестиваля, действующего в рамках закона. Всего есть три стоянки, где собираются уличные гонщики, и с каждой такой стоянки стартуют десять гонок — за победу во всех десяти даётся в награду случайный автомобиль. Кроме того, есть показательные испытания, в которых игроку следует состязаться на определённом автомобиле против других видов транспортных средств (например, воздушных шаров и самолётов); за победу в них игрок награждается автомобилем, на котором проходило испытание. Чтобы открывать новые показательные испытания, необходимо увеличивать уровень популярности. Чтобы это делать, нужно зарабатывать очки выполнением различных техник (например, дрифта или обгона соперников), причём можно совершать цепочку различных техник, что позволяет увеличивать количество получаемых очков; однако, если во время зарабатывания очков происходит столкновение с другим транспортом или тяжёлыми объектами, то очки сгорают. За прохождение различных заездов игроку также начисляются кредиты, которые можно потратить на покупку новых автомобилей и запчастей для них. В игре присутствует режим фото, позволяющий создать снимок со своим автомобилем, причём есть возможность добавления различных эффектов. Также в игре действует система достижений.
Игроку предоставлена фестивальная площадка в центре карты. На ней расположены мастерская Дака, автосалон, гоночный центр, автоклубы, магазин и покрасочный салон. В мастерской Дака можно модифицировать имеющиеся во владении автомобили. Кроме того, на протяжении игры время от времени игроку приходят сообщения о раритетах — редких автомобилях, долгое время простаивающих в сараях по всему игровому миру: на карте отмечается область, в которой расположен раритет, и при нахождении Дак восстанавливает его в своей мастерской, после чего раритет можно там забрать себе во владение. В автосалоне можно купить новые автомобили, выбрав один из заводских вариантов их цвета. Гоночный центр выдаёт новые браслеты по мере их получения, а также содержит режим «Соперники» (соревнования на время с другими игроками в различных заездах) и списки лидеров. Автоклубы позволяют присоединиться к существующему игровому автоклубу или создать новый. В магазине можно купить загружаемые дополнения (DLC) и прочий контент для игры за реальные деньги или Microsoft Points. В покрасочном салоне можно покрасить автомобиль, а также создавать, использовать и продавать другим игрокам новые дизайны. По всей карте разбросаны скидочные знаки: за каждый сбитый такой знак игрок получает по 1 % к скидке на запчасти в мастерской Дака. Также по игровому миру расставлены зоны максимальной (ЗМС) и средней (ЗСС) скоростей: в первом случае фиксируется скорость игрока на момент пересечения радара, во втором же фиксируется средняя скорость игрока на определённом отрезке дороги. Можно найти и представительства фестиваля, позволяющие за небольшую плату быстро перемещаться между ними. В каждом представительстве фестиваля есть по три PR-акции — установление рекорда скорости на ЗМС, создание снимка с определённым автомобилем в указанной местности и выполнение разных техник. По мере выполнения PR-акций даются скидки соответственно 25 %, 50 % и 100 % на быстрое перемещение в данное представительство фестиваля. Кроме того, по игровому миру ездят различные гонщики, которых можно вызвать на быстрый заезд от точки до точки: сложность заезда определяется тем, насколько высок класс автомобиля соперника относительно класса автомобиля игрока.
Многопользовательский онлайн-режим поддерживает до 8 игроков. В нём можно как выполнить поиск заезда со случайными настройками и трассами, так и найти или создать персональный заезд со своими условиями. В сетевой игре представлены те же виды заездов и игровой процесс, что и в одиночной, однако имеются свои особенности. Так, во время свободного вождения по игровому миру сервер выбирает для игроков различные задания, например проезд определённого расстояния и выполнение различных техник. Кроме того, эксклюзивно для онлайн-игры имеются заезды на игровых площадках — небольших участках основной карты с разнообразными условиями дорог и местности. Эти заезды подразделяются на три вида: «Заражение», «Король» и «Кошки-мышки». В «Заражении» один из игроков является заражённым, и если он коснётся другого участника, тот так же становится заражённым; игра заканчивается, если все участники стали заражёнными или истекло время. В «Короле» один из участников является королём, и если его коснётся другой игрок, то титул короля перейдёт последнему; побеждает участник, который дольше всех пробыл королём. В «Кошки-мышки» участники делятся на две команды по четыре человека, и в каждой из команд есть три быстрых быстрых автомобиля («кошки»), которые должны всячески мешать одному медленному («мышке»); побеждает команда, чья «мышка» первой пересекла финишную черту. В многопользовательском режиме также имеется отдельный от одиночного прохождения уровень игрока, который тем быстрее повышается, чем больше игрок заработал очков в заездах умелой ездой и результативностью; за каждый новый уровень игрок получает случайное вознаграждение в виде денежного приза или автомобиля. В игре также есть спонсорские соревнования, среди которых есть задания как для одиночной, так и для многопользовательской игры. Спонсорами в них выступают такие реальные компании, как, например, Adidas и Bose. Среди таких соревнований могут быть выполнение определённых техник, заражение других игроков на игровых площадках и другие. При выполнении определённого количества действий, указанных в том или ином соревновании, повышается его уровень, максимальный из которых — 10. За каждое увеличение уровня даётся постепенно повышающееся денежное вознаграждение.

## Разработка и выход игры
За разработку Forza Horizon была ответственна британская студия Playground Games, которая создавала игру как спин-офф серии Forza эксклюзивно для Xbox 360. Команда была основана выходцами из других студий, таких как Bizarre Creations, Black Rock Studio и иных, обладающими опытом по разработке качественных гоночных игр, которые получили высокие оценки от прессы, например, Project Gotham Racing и Split/Second. Дэн Гринуолт, глава Turn 10 Studios (создатели предыдущих частей Forza), сказал, что доверяет Playground Games, и заявил, что они могут реализовать интересные идеи, — он посчитал, что такие риски необходимы для достижения нового видения франшизы, которая уже четыре раза подряд успела зарекомендовать себя успешными играми. Сама же Turn 10 Studios консультировала Playground Games и оказывала существенную помощь в разработке Forza Horizon, предоставив новой команде необходимые наработки и технологии предыдущих частей серии, в частности физический и графический движки. В целом, создание игры началось в 2010 году, когда разработчики впервые представили Microsoft концепцию будущего проекта Forza Horizon, получившую одобрение компании.

### Концепция
В отличие от предыдущих частей серии, представлявших профессиональный автоспорт, в качестве тематики Forza Horizon был выбран летний музыкальный фестиваль, являющийся, по словам разработчиков, «концептуальной отправной точкой и центральной частью игры», — по мнению создателей, в рамках такой концепции автомобильная культура лучшим образом совпадает с молодёжной. Внутриигровая фестивальная площадка Horizon была вдохновлена реальным американским фестивалем Коачелла, и одной из задач разработчиков было воссоздание аутентичных фестивальных элементов и атмосферы. Для придания фестивальному действию красочности и разнообразия разработчики внедрили сюжетную линию, подающуюся через кат-сцены с участием персонажей, поиск заброшенных автомобилей-раритетов и показательные заезды с другими видами транспорта, например с самолётами. Подобно серии Project Gotham Racing, в Forza Horizon было решено реализовать систему зарабатывания очков за выполнение различных манёвров, например дрифта, обгона соперников и сбивания мелких объектов. Кроме того, по сравнению с предшественниками, в которых предоставлены специализированные гоночные трассы, в Forza Horizon реализован открытый мир — в качестве локации разработчики из 30 рассмотренных ими вариантов выбрали американский штат Колорадо, на ограниченной территории которого происходят действия игры, и такому выбору поспособствовало экологическое разнообразие данной местности. Так, открытый мир наполнен дорогами в разнообразных участках, в том числе в горных перевалах и по грунту на открытых равнинах, — таким образом, игра также является первой в серии, в которой представлены гонки по бездорожью; всего же, по словам создателей, в Forza Horizon задействовано 65 разных типов дорожного покрытия. Открытый мир проектировался с расчётом на возможность игроков просто ездить и наслаждаться пейзажами, а также удивляться неожиданным активностям. Для придания большей достоверности разработчики сделали 50 тысяч снимков в реальных местах Колорадо, и при создании игрового мира опирались на них. Кроме того, была внедрена новая функция — голосовая система GPS-навигации с поддержкой Kinect, которая позволяет владельцам данного устройства вызывать инструкции по путешествию с помощью голосовых команд.
Forza Horizon включает лицензированный саундтрек, который курировался английским диджеем Робом да Банком. В игре были реализованы три виртуальных радиостанции, между которыми игрок может переключаться в любой момент, и каждая из которых содержит музыку определённых жанров от известных мировых исполнителей, групп и диджеев; это в общей сложности — 60 песен и 5 часов музыки. Так, на Horizon Pulse представлена инди-музыка от Empire of the Sun («Walking on a Dream»), Friendly Fires («Hawaiian Air» и «Hurting») и так далее. Horizon Bass Arena содержит драм и техно от Авичи («Levels (Skrillex Remix)»), New Order («Blue Monday») и других. На Horizon Rocks же звучит рок-музыка от The Black Keys («Lonely Boy»), The Hives («Hate to Say I Told You So») и других. По словам Роба да Банка, решение о внедрении в игру трёх разных радиостанций обусловлено желанием людей слушать определённые мелодии в разных ситуациях: таким образом, игроки могут в любое время выбрать то, «к чему душа в данный момент располагает». Важной задачей было воссоздание работы радиостанции в полном объёме: как разговаривают диджеи, как объявляют следующие песни, как осуществляются переходы между песнями. Роб да Банк также отметил, что компьютерные игры, машины и музыка хорошо сочетаются, поэтому необходимым был подбор правильных песен, которые создавали бы позитивное настроение у игроков, «радовали бы их». Роб да Банк надеялся, что подобранные им музыкальные треки не только улучшат впечатления от вождения, но и выдержат испытание временем, благодаря чему по-прежнему будут звучать свежо, например, через три года.

### Технические решения
Несмотря на смену концепции, важной задачей для создателей являлось сохранение основных особенностей предыдущих частей серии. Целью разработчиков было объединение двух гоночных поджанров — симулятора и аркады — так, чтобы соответствующие игровые элементы удовлетворили максимально широкую аудиторию. Для этого в первую очередь было уделено пристальное внимание физической модели поведения автомобилей на дороге — она была сделана приближённой к таковой в предыдущих играх серии, что обеспечивало достаточно высокий уровень реализма. При этом, для уменьшения порога вхождения новичкам, была также предусмотрена подробная настройка уровня сложности и вспомогательных систем управления автомобилями (таких как АБС, ЭКУ и других), позволяющая каждому человеку адаптировать игровой процесс под свои предпочтения и уровень навыков. Сами автомобили, как и в предшественниках, были лицензированы реальными мировыми производителями, такими как Chevrolet, Toyota, Volkswagen, Lamborghini, Koenigsegg и другими. Были предусмотрены и возможности модификации автомобилей, детали для которых были лицензированы реальными производителями запчастей, такими как Bomex, Enkei, Kaminari и другими. Так, у игроков есть возможность заменять кузовные детали (каждая из которых тоже оказывает влияние на эксплуатационные качества машины), а также создавать собственные аэрографические рисунки, которыми можно делиться с другими людьми благодаря сетевым возможностям. Имеется и возможность замены деталей двигателя и ходовой части, однако, в сравнении с предыдущими частями серии, их модификация подверглась некоторым упрощениям, например, отсутствует возможность подробной настройки передаточных чисел и давления в шинах. Помимо прочего, улучшениям был подвержен игровой искусственный интеллект, для которого было добавлено больше уровней динамического поведения с целью его адаптации под вариативность открытого мира с множеством поворотов и перекрёстков, а также с новой для франшизы формой ИИ — транспортным трафиком, от столкновения с которым необходимо уклоняться. Улучшениям был подвержен и онлайн-функционал, включающий не только новые многопользовательские режимы, но и возможность сравнения своих результатов и статистики с другими игроками.
Разработчики уделили большое внимание графической составляющей Forza Horizon. Модели автомобилей и эффекты освещения были конвертированы из других игр серии, но подвержены улучшениям. Так, разработчики реализовали динамичный цикл дня и ночи с расчётом более 200 зависящих от времени параметров и полностью работающую светотехнику экстерьера и интерьера автомобилей, что существенно повысило визуальный уровень реализма. Визуально выполнена и модель повреждений автомобилей, однако, в отличие от предыдущих частей серии, она не оказывает влияние на работоспособность транспортных средств. Были воссозданы такие эффекты, как динамическое изменение неба и облаков, полностью динамические тени, а также рассеивание частиц. Другие задействованные эффекты, усиливающие ощущения скорости и кинематографичного восприятия, включают тряску камеры, размытие в движении для каждого отдельного объекта, виньетирование и сглаживание 4xMSAA в сочетании с FXAA. Создателям удалось при условии сохранения высокого качества графики значительно увеличить дальность прорисовки объектов — примерно до 20 км (такого результата удалось достичь благодаря использованию специальной технологии внутренней разработки студии, названной Uber-LODing), что позволяет увидеть всю игровую локацию при нахождении в любой её точке. Кроме того, в Forza Horizon было повышено и разрешение изображения, которое возможно установить вплоть до 1080p. Однако в качестве компромисса разработчикам пришлось уменьшить кадровую частоту до 30 кадров в секунду, в отличие от предыдущих частей серии, которые работали при частоте до 60 кадров в секунду. Тем не менее команда создателей заявила, что им удалось достичь стабильной частоты кадров без признаков её падения, а плавность управления автомобилями ощущается столь же хорошо, как и в предыдущих играх франшизы, — этому поспособствовали особенности используемого движка, который, по утверждению разработчиков, способен обновлять свои данные во время игры со скоростью до 360 раз в секунду.

### Маркетинг и выпуск
Анонс Forza Horizon состоялся 5 марта 2012 года на ежегодной презентации предстоящих игр Microsoft, где был показан первый тизер-трейлер проекта. 4 июня Forza Horizon была продемонстрирована на выставке E3 2012, где также представили первую демоверсию игры; в тот день стала известна и дата выхода — 23 октября. В июле Forza Horizon была продемонстрирована на выставке Comic-Con, где в неё могли поиграть все желающие посетители. На протяжении показов игры разработчики давали интервью различным изданиям, таким как GameSpot, IGN, VideoGamer.com и многим другим. 9 октября вышла демоверсия Forza Horizon для загрузки в Xbox Marketplace: в ней, в сравнении с показанными на выставках предыдущими демо, несколько видоизменён графический интерфейс (оставшись таковым в финальном варианте игры) и доступны несколько заездов, которые можно пройти в одиночку и повторно — в режиме «Соперники», а также возможность свободно разъезжать на небольшом, ограниченном пространстве открытого мира.
У нас очень амбициозное видение: геймеры становятся любителями автомобилей, а любители автомобилей — геймерами.
Оригинальный текст (англ.)The vision we have is very ambitious – gamers into car lovers, and car loves into gamers.Дэн Гринуолт, творческий директор Turn 10 Studios
Выход Forza Horizon состоялся 23 октября 2012 года в Северной Америке, 25 октября — в Японии, и 26 октября — в Европе. Выходил также комплект, включающий Forza Horizon и гоночный игровой манипулятор Xbox 360 Wireless Speed Wheel; впоследствии Forza Horizon выходила также в составе различных комплектов с Xbox 360 и другими играми. 30 августа 2016 года Forza Horizon стала доступна на Xbox One по обратной совместимости и до 15 сентября её могли скачать бесплатно все желающие подписчики Xbox Live Gold. 20 октября того же года продажа Forza Horizon была прекращена. В феврале 2018 года для Forza Horizon при воспроизведении на Xbox One X была добавлена возможность выбора графического режима между качеством (разрешение до 4K, улучшенные текстуры и сглаживание) и производительностью (частота до 60 кадров в секунду). 30 апреля 2022 года Forza Horizon на несколько часов вновь стала доступна для покупки в Xbox Store, в том числе по обратной совместимости для консоли нового поколения — Xbox Series X/S.

### Дополнительный контент, специальные издания и предзаказы
Игроки, оформившие предварительный заказ, получили код загрузки Dodge Challenger SRT8 392 в стиле Forza Horizon для использования в Forza Motorsport 4, а также код, открывающий доступ к одной из четырёх машин в Forza Horizon — 2012 Aston Martin Virage, 2011 Mercedes-Benz SLS AMG 2010, Ferrari 458 Italia 2010 или Nissan 370Z. За прохождение демоверсии Forza Horizon игроки получали в подарок бонусный автомобиль в полной версии игры. Forza Horizon была доступна в стандартном, а также в коллекционном издании: последнее включает игру в стилбуке и стилизованный «фестивальный билет» с кодом доступа к пяти эксклюзивным ливреям, набору жетонов ускорителя (позволяющих ускорить процесс внутриигрового зарабатывания очков) и VIP-членству в Forza Horizon (VIP-привилегии включают в себя эксклюзивный набор из пяти автомобилей, «особое признание» в сообществе Forza и доступ к эксклюзивным VIP-событиям в игре). 31 октября 2012 года было также выпущено приложение для компьютеров под управлением Windows 8, позволяющее просматривать интерактивную карту Forza Horizon и устанавливать на ней контрольные точки с помощью технологии Xbox SmartGlass.
На протяжении жизненного цикла для Forza Horizon было выпущено большое количество дополнительного контента. Ещё 19 сентября 2012 года Microsoft рассказала о выпуске ежемесячных наборов автомобилей: можно покупать как отдельно каждый из них, так и оформить абонемент сезонного пропуска, дающего право на бесплатную загрузку всех наборов, стоимость которого ниже совокупности из отдельных наборов. Также было сообщено о выходе 18 декабря крупного дополнения, которым стал пакет Horizon Rally, добавляющий новые, раллийные заезды в отдельном соответствующем режиме — в них, как и профессиональном раллийном автоспорте, присутствует штурман, а трассы представляют собой дороги из оригинальной игры, покрытие которых переработано с асфальта на гравий; также в пакет были добавлены раллийные детали тюнинга, 5 автомобилей и 10 достижений. По словам дизайнера Forza Horizon Ралли Фултона, разработчики хотели создать «захватывающий и углублённый» раллийный опыт, а решение сделать отдельный режим ралли было обусловлено желанием сохранения лучшей сетевой синхронизации между игроками, владеющими и не владеющими пакетом, поскольку изменения дорог для дополнения были проведены весьма значительные. 16 апреля 2013 года вышло бесплатное дополнение 1000 Club Expansion Pack, которое содержит 1000 испытаний по несколько штук для каждой машины, — за выполнение каждого такого задания даётся золотая медаль и повышается счёт среди других игроков в новой таблице лидеров; также в дополнение вошли 10 достижений и два автомобиля — Ford F100 1956 и RUF CTR2 1995.

## Оценки и мнения
| Сводный рейтинг       | Сводный рейтинг |
| Агрегатор             | Оценка          |
| --------------------- | --------------- |
| GameRankings          | 86,19 %         |
| Game Ratio            | 87 %            |
| Metacritic            | 85/100          |
| MobyRank              | 89/100          |
| Иноязычные издания    |                 |
| Издание               | Оценка          |
| AllGame               | [ 59 ]          |
| Destructoid           | 9/10            |
| Edge                  | 8/10            |
| EGM                   | 8,5/10          |
| Eurogamer             | 9/10            |
| Famitsu               | 36/40           |
| G4                    | 4,5/5           |
| Game Informer         | 8,5/10          |
| GameRevolution        | 4/5             |
| GameSpot              | 8,5/10          |
| GamesRadar+           | [ 65 ]          |
| GameTrailers          | 9/10            |
| Giant Bomb            | [ 67 ]          |
| Hardcore Gamer        | 4,5/5           |
| IGN                   | 9/10            |
| Joystiq               | [ 70 ]          |
| OXM                   | 9/10            |
| Polygon               | 6/10            |
| VideoGamer            | 9/10            |
| WorthPlaying          | 9/10            |
| Русскоязычные издания |                 |
| Издание               | Оценка          |
| 3DNews                | 9/10            |
| PlayGround.ru         | 9,4/10          |
| «Игромания»           | 9/10            |
| «Игры Mail.ru»        | 8,5/10          |
| «Канобу»              | 8,5/10          |
| «Страна игр»          | 9/10            |

Forza Horizon получила преимущественно позитивные отзывы от критиков. Журналистам понравилась свежая для серии и удачно реализованная концепция, качественная графика и высокая реиграбельность, но в качестве минусов отмечались неестественные сюжет и персонажи, а также простота некоторых игровых механик. На сайтах GameRankings и Metacritic средняя оценка составляет соответственно 86,19 % и 85 баллов из 100 возможных.

### Концепция и нововведения
Неоднозначно, но в целом позитивно рецензенты восприняли отличную от предыдущих частей серии концепцию: Forza Horizon зачастую сравнивалась с другими играми жанра, например с Test Drive Unlimited и Burnout Paradise. «Представьте себе игру Forza с сюжетом, диалогами и дабстеп-радиостанцией. Странно, да?» — написал обозреватель Destructoid Дейл Норт, добавив: «Но это работает». Рэй Касилло, журналист Electronic Gaming Monthly посчитал, что элементы вроде открытого мира и фестиваля хороши, и новый подход кажется оригинальным и захватывающим. Представитель Eurogamer, Оли Уэлш, заявил, что Forza Horizon — одна из тех игр, которые слишком стараются выглядеть стильно: «Её персонажи и сеттинг — фестиваль музыки и автогонок — разделяют то же видение молодёжной культуры, которое вы замечаете в рекламе мобильных сетей». Мэтью Като в Game Informer отметил, что Forza Horizon, благодаря нововведениям, может занять свою нишу в серии, но при этом она включает в себя и лучшие элементы из предыдущих частей. Стерлинг Макгарви (GamesRadar) назвал Horizon отличным отходом от основных Forza Motorsport, но заметил, что искатели традиционных игр Forza будут разочарованы. Представитель IGN, Люк Райлли, оценивая Forza Horizon, пришёл к выводу, что «если вы любите Forza 4, то это — идеальный компаньон». В Famitsu концепцию игры назвали «новым направлением». Евгений Кузьмин (3DNews) назвал Forza Horizon «игрой, духовно близкой к Test Drive Unlimited», отметив, что она оказывается едва ли не самым примечательным представителем жанра в текущем поколении. Журналистка «Игромании» Ольга Анциферова охарактеризовала Forza Horizon как «гимн автомобильной Америке с её широкими автострадами, разнообразной природой и безграничной свободой, открывающейся за рулём просторного авто». Евгений Закиров («Страна игр») описал Forza Horizon как спин-офф, который по значимости не уступает оригиналу, и что хоть он и нацелен на другую — самую широкую, самую желанную — аудиторию, «но в этом нет совершенно ничего плохого». Однако с меньшим интересом к идее Forza Horizon отнёсся представитель веб-сайта Polygon Филип Коллар, по мнению которого игра потеряла то, что делало предыдущие части серии особенными, и назвал её «яркой и весёлой, но в то же время поверхностной и более чем циничной».
Разносторонне, в основном положительно журналисты оценили открытый мир Forza Horizon: похвалы удостоилось разнообразие его возможностей, но, в то же время, отмечалась и ограниченность территории передвижения. Джонатана Дисинга (G4) впечатлило, что в открытом мире дана полная свобода действий и огромное количество возможностей, а сама игра никак не препятствует тому, чтобы можно было просто наслаждаться процессом езды. Шон Макиннис (GameSpot) похвалил огромный открытый мир, назвав его «взрывным» для исследований. Уэлш заявил, что несмотря на меньшие размеры игрового мира, чем в Test Drive Unlimited, по его дорогам интереснее ездить: было отмечено разнообразие пейзажей, а также достоверность воссоздания деталей, атмосферы и достопримечательностей Аризоны, Юты, а также Колорадо. Норт отозвался об открытом мире с восхищением, отметив его обширность и разнообразие, а также различные возможности (например, зарабатывание очков за сбивание дорожных знаков и проезд впритирку с другими машинами): «прошло совсем немного времени, прежде чем я настолько увлёкся игровой территорией, что забыл об официальных гонках». Закиров посчитал открытый мир наполненным разными типами дорог, сочетающихся с местными достопримечательностями, заключив, что во всём этом довольно удобно ориентироваться. Кузьмин отнёс «впечатляющий и разнообразный штат Колорадо» к достоинствам игры, ему также понравились поиски артефактов и автосокровищ. Като посчитал ландшафт Колорадо «великолепным», но при этом сделал предположение, что он «не удовлетворит страсть к путешествиям»: так, критик посетовал на большое количество ограждений, которые ограничивают передвижение по локации, а также делают показательные заезды, по его мнению, бессмысленными. По мнению Касилло, открытый мир кажется «пустым» (в частности, местность за пределами фестивальной площадки, как заметил рецензент, выглядит словно «город-призрак», где не ощущается присутствие кого-либо другого), а определить разрушаемость тех или иных объектов не всегда легко. «Пустым» мир показался и Коллару, хоть он и отметил наличие полезных предметов коллекционирования. Энди Махуд (Official Xbox Magazine) был в недоумении, почему в открытом мире нигде не видно реальных достопримечательностей Колорадо.
В основном негативные отзывы получил сюжет Forza Horizon, который критики преимущественно сочли отвлекающим и наполненным неудачными разговорами действующих лиц. Норту не понравились постоянные насмешки перед гонками и большое количество кат-сцен, от которых, по его словам, быстро устаёшь. Касилло выразил мнение, что Forza Horizon не хватает кастомизации или хотя бы лучшей проработки главного героя, за которого вынуждены играть люди и которого постоянно называют «новичком». Аналогичным образом отсутствие кастомизации аватара отнёс к минусам Николас Тэн (Game Revolution), который, помимо этого, отметил «искусственные» насмешки соперников. Макиннис назвал повествование «неловким», отнеся его к недостаткам игры, хотя и отметил, что сюжет не становится навязчивым и не создаёт большую проблему. «Банальные соперники, которые ругают вас перед гонкой, — это пережиток прошлых гоночных игр, и здесь они кажутся совершенно неуместными» — написал Райлли. admin (VideoGamer.com) посчитал кат-сцены в Forza Horizon «утомительными» и «вызывающими раздражение». Противоположным образом сюжетную составляющую раскритиковал Коллар: по его словам, нелепые образы персонажей игры имели хороший потенциал для их раскрытия, и посчитал ошибочным решение разработчиков не уделить им больше внимания, предоставив всего несколько кат-сцен на время всего прохождения. Смешанную оценку сюжетной составляющей дал Уэлш, назвав персонажей-соперников «высокомерными», а повествование — «чушью», но при этом заметив, что данным аспектам не придаётся большого внимания, и они хорошо вписаны в контекст гонок. Кузьмин посчитал сюжет «минималистичным»: о полноценной истории говорить не приходится, видеороликов и какой-то особой интриги практически нет, «но это, пожалуй, и не нужно — голоса за кадром вполне справляются со сценарным обоснованием происходящего на экране». Тем не менее некоторые издания оставили о сюжете Forza Horizon позитивные мнения. Анциферова отметила: «история настолько искусно вплетена в игровой процесс, что становится от него неотделима». Закиров «порадовался», что персонажи в Forza Horizon — красивые люди, «которых быстро выталкивают из кадра», без «трясущихся перед камерой сисек» и «окосевших рож».

### Игровой процесс и автомобили
В основном похвальных оценок удостоился игровой процесс Forza Horizon: журналистам понравилось как разнообразие одиночных соревнований, так и интересный онлайн-режим. Норт похвалил игру за разнообразные виды заездов и прочих активностей, а также за то, что практически вся статистика сравнивается по сети с результатами других игроков (это, по мнению рецензента, является дополнительным стимулом для стремления стать лучшим гонщиком); к позитивным сторонам отнесена и в полной мере использующая открытый мир многопользовательская игра (особенно удостоились похвалы заезды на игровых площадках). Уэлш посчитал одиночную игру более увлекательной и приятной, чем в других частях серии, а в многопользовательском режиме ему понравились повышение опыта, вознаграждения и игровые площадки, но критике подверглась не очень удачная реализация открытого мира и его заданий по сети. Дисинг отнёс к плюсам огромное количество возможностей, а также многопользовательский режим (особенно заезды видов «Кошки-мышки» и «Заражённый»), но к минусам — нехватку контента и тот факт, что ночное вождение может быть трудным на скорости 200 миль/ч. Като отметил высокую реиграбельность и мотивирующую систему прогрессии, однако покритиковал некоторые заезды, которые никак не влияют на продвижение по игре. Тэн отнёс к достоинствам постоянное повышение уровня популярности за выполнение любых действий, а также многопользовательские варианты игры, но всё так же покритиковал недостаток одиночного контента. Макиннис заметил, что в игре можно много чем заняться за пределами организованных мероприятий, а соревновательный мультиплеер назвал «потрясающим», хотя его, как и других рецензентов, разочаровало свободное вождение в онлайн-режиме. Закиров благосклонно отнёсся к большому количеству заездов («Поначалу кажется, что ивенты слишком разнесены друг от друга, но спустя несколько часов они попросту перестанут все умещаться на карте») и возможности самостоятельно решить, как зарабатывать очки для прохождения. В то же время прохладно к игровому процессу отнёсся Коллар, отметивший, что зарабатывание очков не даёт никаких бонусов и в конечном счёте бессмысленно, а многопользовательская игра страдает от проблем с задержкой в матчах; кроме того, критике подверглось и обилие микротранзакций.
Преимущественно положительные отклики относились к автомобилям и их управлению, которые рецензенты сочли столь же проработанными, как и в предыдущих частях серии. Касилло отнёс к достоинствам всё такие же надёжные, как и в других частях Forza, физику и управление автомобилями, хотя ему не понравилось, что игрок начинает прохождение с дрянного Volkswagen Corrado 1995 года. Уэлш хоть и отметил, что физическая модель стала более щадящей, в сравнении с предыдущими играми серии, но она по-прежнему обеспечивает полноценный опыт игр Forza, а выбор автомобилей содержит наиболее примечательные модели, которые, к тому же, можно подвергнуть покрасочным работам и улучшениям. Дисингу понравилось большое количество настроек помощи в вождении, позволяющих игроку точно настроить сложность управления под себя, а также заявил, что управление ощущается естественным: «Я мог интуитивно чувствовать каждый поворот, каждую машину и каждую трансмиссию». Схожее мнение оставил Като, который отметил многообразие вспомогательных регулировок сложности, позволяющих игроку настроить управление под себя. Гибкую регулировку сложности, подходящей для обширного круга игроков, похвалил и Макиннис, который также отметил возможности создания ливрей и улучшения автомобилей, но, в то же время, заметил, что фанатов Forza может разочаровать отсутствие подробной настройки характеристик транспортных средств. Закиров написал, что каждое транспортное средство в игре «чувствуется» и управляется по-своему, добавляет глубины и разнообразия. Анциферова высоко оценила сложную и аутентичную физическую модель («лишь несколько игр в мире настолько правдоподобно передают ощущение езды на настоящем автомобиле»), большое количество автомобилей, а также удобные и простые в освоении возможности по их улучшению и настройке. Напротив, отрицательный отзыв об управлении и уровне сложности оставил Коллар, по мнению которого смесь симулятора и аркады не очень хорошо работает: было отмечено, что примерно после 30 гонок сложность прохождения резко возрастает, но при этом управление и прочие игровые элементы не предоставляют возможности победить в гонке, не прибегая к нечестным методам (например, тарану машин соперников).

### Техническая составляющая
Высоких оценок удостоилась графика Forza Horizon, которую зачастую называли одной из лучших среди игр для Xbox 360. По мнению Норта, «ни одна гоночная игра никогда не выглядела так красиво»: обозреватель похвалил «великолепные» и «невероятно детализированные» модели автомобилей, а также красивую и плавную смену времени суток (особенно ему понравились красивые фейерверки, освещающие ночное небо). Уэлш, говоря о графике, назвал Forza Horizon «выдающимся представителем для стареющей Xbox 360»: хотя рецензент и отметил уменьшение частоты до 30 кадров в секунду (по сравнению с предыдущими частями, работавшими в 60 кадрах в секунду), но признал, что работает она безупречно, «с идеально плавными визуальными эффектами и малой задержкой управления». Като написал, что виды в игре «потрясающие» (в том числе смена суток в реальном времени), в то время как автомобили — «быстрые и гладкие». Аналогичным образом о графике отозвался Макиннис, отнеся к достоинствам «потрясающие виды, подчёркнутые полным циклом дня и ночи». Макгарви также был доволен красиво смоделированными, растянувшимися просторами Колорадо. Под хорошим впечатлением остался и Джефф Герстман (Giant Bomb), который похвалил «потрясающее» освещение и смену дня и ночи, а единственный раз, когда Forza Horizon, по его мнению, не выглядит фантастически — это в статике (отметив, например, «грубые» текстуры травы по краям дороги). Графика, названная «убийственно прекрасной», вызвала у Райлли восторг: он отметил отлично проработанный мир, подробные автомобили и «великолепное» внимание к деталям. В Famitsu графику назвали «очень красивой». Закиров заявил, что многообразие пейзажей удивляет и приятно радует, а местность запоминается благодаря дальности прорисовки — игрок видит все объекты и может ориентироваться по ним; похвалы была удостоена и автоматическая смена времени суток, хотя, по мнению журналиста, разнообразных погодных условий сильно не хватает. Сдержанный отзыв о визуальной составляющей оставил Коллар: несмотря на похвалу в сторону автомобилей и обширных красивых пейзажей виртуального Колорадо, критик разочаровался в «пластиковых» персонажах и визуальных эффектах, сильно отстающих от «потрясающей» графики Forza Motorsport 4.
Преимущественно позитивно рецензенты оценили звуковое сопровождение Forza Horizon: эффекты и голоса назывались качественными, а музыка отмечалась как подходящая для игры. Касилло отметил, что сценарий диджея на радио и «феноменальный» саундтрек ещё больше «оживляют» игру. Норт похвалил качественное озвучивание, которое выполнено «на высшем уровне». Уэлш положительно отозвался о саундтреке, вызывающем «настойчивые острые ощущения». Восторженный отзыв оставил Дисинг, который назвал звуковые эффекты «шикарными», а саундтрек — «вишенкой на торте»: по мнению обозревателя, в него «вошли одни из лучших песен для вождения, которые только можно вообразить» (хотя и отметил, что треки от Skrillex могут не всем понравиться). Тэн положительно отозвался о трёх «солидных» радиостанциях (с оговоркой, что ему не понравился дабстеп). Макгарви охарактеризовал музыку игры как «массивную». Похожее мнение оставил и admin, который описал музыку как «громкую». Неоднозначный отзыв о музыке оставил Герстман, заметивший, что она «современная» и хорошо подходит для фестивальной атмосферы, но, в зависимости от предпочтений игрока, может вызвать как восхищение, так и тошноту; с другой стороны, положительно рецензент отозвался о трёх радиостанциях с диджеями, которые часто комментируют то, что происходит на основном турнире. Райлли заявил, что радио сделано «не так уж плохо», и музыка органично вписывается в игру, хотя, по его мнению, саундтрек достаточно быстро становится повторяющимся; однако высоких оценок обозреватель удостоил звуки двигателей различных автомобилей, которые, как и в Forza 4, «остаются неизменно превосходными». В Famitsu музыка удостоилась особой похвалы. Кузьмину понравились разделение музыки на три тематических радиостанции и рассказывающие об актуальных событиях фестиваля диджеи, а приятная «попса» и лёгкий дабстеп, по его мнению, — «удачный саундтрек для игры с празднично-фестивальной тематикой». Иван Столетов («Канобу») благосклонно отнёсся к «напичканным под завязку музыкальным радиостанциям». Под позитивными впечатлениями от саундтрека осталась и Анциферова: «Музыка тут на любой вкус — есть электро, инди и рок. Разве что так необходимого в каньонах кантри не нашлось».

### Horizon Rally
| Сводный рейтинг    | Сводный рейтинг |
| Агрегатор          | Оценка          |
| ------------------ | --------------- |
| GameRankings       | 76,40 %         |
| Metacritic         | 76/100          |
| Иноязычные издания |                 |
| Издание            | Оценка          |
| Eurogamer          | 8/10            |
| Console Monster    | 75 %            |
| Gamer.nl           | 8/10            |
| Gamereactor Sweden | 5/10            |
| Games.cz           | 7/10            |
| GamingTrend        | 80/100          |
| Machinima          | 7/10            |
| Pelit              | 8,5/10          |

В основном положительные отзывы получил пакет Horizon Rally — критики нередко сравнивали его с серией Dirt. На сайтах GameRankings и Metacritic средняя оценка пакета составляет соответственно 76,40 % и 76 баллов из 100.
Похвальных отзывов удостоился дизайн трасс и достоверно реализованный раллийный геймплей. Мартин Робинсон (Eurogamer) похвалил длинные, увлекательные и многочисленные заезды, отличные трассы, а также заметил, что разработчикам удалось найти подходящий баланс между захватывающим опытом и доступностью; его коллега, Хорхе Лоурейро, отметил также повышенную сложность прохождения, и назвал дополнение отличным. Рецензент сайта Console Monster Стивен Берк отнёс к позитивным сторонам расширения новые автомобили и трассы. По мнению Джо ван Бурика, обозревателя Gamer.nl, физическая модель и управляемость хорошо подошли для заездов по грунтовой поверхности, а «убедительные» аудиовизуальные эффекты позволяют получить много «острых» ощущений. Представитель Gamereactor Sweden Петтер Хегевалл назвал дизайн трасс «фантастически удачным». Вацлав Рыбарж (Games.cz) посчитал дополнение интересным и выглядящим как часть игры, которую не успели внедрить в неё к выходу. Джастин Паулс (GamingTrend) тоже остался под позитивным впечатлением от хорошего дизайна трасс. Лоуренс Зонтаг в Machinima охарактеризовал дизайн трасс как «восхитительный», а также посчитал, что расширение обеспечивает отличный раллийный опыт. Высоко дополнение оценили в журнале Pelit, назвав его «очень быстрым и очень атмосферным» с «приятно бодрящими трассами», и выразили мнение, что разработчикам было бы хорошо в следующий раз выпустить полноценную раллийную игру.
Отрицательно были восприняты повторяющиеся заезды и малое количество дополнительного контента. Робинсон заметил, что заезды могут быть повторяющимися, дорожное покрытие не такое разнообразное, как например в Dirt 3, а также его огорчило, что внедорожные участки не интегрированы в существующий открытый мир Forza Horizon; Лоурейро тоже назвал недостатком сокращённое ощущение самостоятельного исследования дороги. Похожим образом пакет раскритиковал Берк, которому не понравилось малое количество исследования и отсутствие связи режима с основной карьерой игры. Бурик отнёс к минусам повторяемость трасс в различных заездах, а также отсутствие аутентичных раллийных деталей для автомобилей. Хегевалл разочаровался в «скучной» для ралли физике, однообразном и «безликом» оформлении трасс, а также «скудной» атмосфере. Рыбарж заявил, что пакет не позволяет получить хардкорного раллийного опыта, а главным недостатком назвал малое количество новых автомобилей. Паулс посчитал, что трассам не хватает различных погодных условий и покрытий, например дождя или снега, а сами трассы вскоре становятся повторяющимися. Зонтаг записал в недостатки малое количество новых возможностей и настроек, которые предлагает дополнение.

### Награды и номинации
Ещё на выставке E3 2012 Forza Horizon получила награду «Лучшая гоночная игра» от сайта GameTrailers. Впоследствии Forza Horizon была номинирована на получение премии от Британской академии кино и телевизионных искусств в категориях «Британская игра», «Игровой дебют» и «Спорт/фитнес», премий от D.I.C.E. Awards, Game Critics Awards и Spike TV Awards в категории лучшей гоночной игры года, премии от Golden Joystick Awards в категориях «Лучший дебютант» и «Игра года», а также премии от Visual Effects Society (VES) в номинации «Выдающиеся визуальные эффекты реального времени в видеоиграх». Forza Horizon получила награду «Выбор редакции» от таких изданий, как GameTrailers, IGN, PlayGround.ru и «Страна игр».
На сайте GameSpot и в журнале «Игромания» Forza Horizon победила в номинации «Гонка года». В «Игромании» Forza Horizon также заняла 4-е место в списке лучших игр года; в 2018 году Forza Horizon вновь была помещена редакцией журнала в список лучших игр 2012 года. В 2020 же году в «Игромании» составили список 10 лучших гоночных игр десятилетия, в котором Forza Horizon заняла 1-е место.

### Влияние
Forza Horizon стала коммерчески успешным продуктом, который с теплотой приняла не только профессиональная пресса, но и игроки, включая многих фанатов предыдущих частей Forza. Благодаря такому успеху игры Microsoft Studios решили создать полноценную отдельную линейку серии Forza — Forza Horizon, целиком посвящённую фестивальным заездам в открытом мире и чередующуюся с Forza Motorsport. Так, уже в 2014 году для консоли нового поколения — Xbox One — и Xbox 360 вышел сиквел под названием Forza Horizon 2: его действие происходит на территории Южной Европы, а в игровой процесс были добавлены нововведения (например, динамическая смена погодных условий, влияющая на управление автомобилями). Как и в случае с предшественником, пресса положительно восприняла игру, отметив увлекательный геймплей и различные улучшения.
11 октября 2022 года для одной из последующих частей серии — Forza Horizon 5 — разработчики выпустили специальное обновление в честь десятилетнего юбилея Forza Horizon: данное обновление в том числе внедрило разный контент (например, автомобили и музыку) из первой одноимённой игры франшизы.